# Vektorske operacije u zakrivljenim koordinatama
Ovo je popis najbitnijih relacija i operacija vektorskog računa u
sfernom, cilindričnom, paraboličnom i kartezijevu sustavu.
| Operacija | Kartezijeve koordinate (x,y,z) | Cilindrične koordinate (ρ,φ,z) | Sferne koordinate (r,ϑ,φ) | Parabolične koordinate (σ,τ,z) |
| --- | --- | --- | --- | --- |
| Definicija koordinata | {\displaystyle {\begin{matrix}\rho &=&{\sqrt {x^{2}+y^{2}}}\\\varphi &=&\arctan(y/x)\\z&=&z\end{matrix}}} | {\displaystyle {\begin{matrix}x&=&\rho \cos \varphi \\y&=&\rho \sin \varphi \\z&=&z\end{matrix}}} | {\displaystyle {\begin{matrix}x&=&r\sin \vartheta \cos \varphi \\y&=&r\sin \vartheta \sin \varphi \\z&=&r\cos \vartheta \end{matrix}}} | {\displaystyle {\begin{matrix}x&=&\sigma \tau \\y&=&{\frac {1}{2}}\left(\tau ^{2}-\sigma ^{2}\right)\\z&=&z\end{matrix}}} |
| Definicija koordinata | {\displaystyle {\begin{matrix}r&=&{\sqrt {x^{2}+y^{2}+z^{2}}}\\\vartheta &=&\arccos(z/r)\\\varphi &=&\arctan(y/x)\\\end{matrix}}} | {\displaystyle {\begin{matrix}r&=&{\sqrt {\rho ^{2}+z^{2}}}\\\vartheta &=&\arctan {(\rho /z)}\\\varphi &=&\varphi \end{matrix}}} | {\displaystyle {\begin{matrix}\rho &=&r\sin(\vartheta )\\\varphi &=&\varphi \\z&=&r\cos(\vartheta )\end{matrix}}} | {\displaystyle {\begin{matrix}\rho \cos \varphi &=&\sigma \tau \\\rho \sin \varphi &=&{\frac {1}{2}}\left(\tau ^{2}-\sigma ^{2}\right)\\z&=&z\end{matrix}}} |
| Definicija jediničnih vektora | {\displaystyle {\begin{matrix}{\boldsymbol {\hat {\rho }}}&=&{\frac {x}{\rho }}\mathbf {\hat {x}} +{\frac {y}{\rho }}\mathbf {\hat {y}} \\{\boldsymbol {\hat {\varphi }}}&=&-{\frac {y}{\rho }}\mathbf {\hat {x}} +{\frac {x}{\rho }}\mathbf {\hat {y}} \\\mathbf {\hat {z}} &=&\mathbf {\hat {z}} \end{matrix}}}                                                                                          | {\displaystyle {\begin{matrix}\mathbf {\hat {x}} &=&\cos \varphi {\boldsymbol {\hat {\rho }}}-\sin \varphi {\boldsymbol {\hat {\varphi }}}\\\mathbf {\hat {y}} &=&\sin \varphi {\boldsymbol {\hat {\rho }}}+\cos \varphi {\boldsymbol {\hat {\varphi }}}\\\mathbf {\hat {z}} &=&\mathbf {\hat {z}} \end{matrix}}} | {\displaystyle {\begin{matrix}\mathbf {\hat {x}} &=&\sin \vartheta \cos \varphi {\boldsymbol {\hat {r}}}+\cos \vartheta \cos \varphi {\boldsymbol {\hat {\vartheta }}}-\sin \varphi {\boldsymbol {\hat {\varphi }}}\\\mathbf {\hat {y}} &=&\sin \vartheta \sin \varphi {\boldsymbol {\hat {r}}}+\cos \vartheta \sin \varphi {\boldsymbol {\hat {\vartheta }}}+\cos \varphi {\boldsymbol {\hat {\varphi }}}\\\mathbf {\hat {z}} &=&\cos \vartheta {\boldsymbol {\hat {r}}}-\sin \vartheta {\boldsymbol {\hat {\vartheta }}}\\\end{matrix}}} | {\displaystyle {\begin{matrix}{\boldsymbol {\hat {\sigma }}}&=&{\frac {\tau }{\sqrt {\tau ^{2}+\sigma ^{2}}}}\mathbf {\hat {x}} -{\frac {\sigma }{\sqrt {\tau ^{2}+\sigma ^{2}}}}\mathbf {\hat {y}} \\{\boldsymbol {\hat {\tau }}}&=&{\frac {\sigma }{\sqrt {\tau ^{2}+\sigma ^{2}}}}\mathbf {\hat {x}} +{\frac {\tau }{\sqrt {\tau ^{2}+\sigma ^{2}}}}\mathbf {\hat {y}} \\\mathbf {\hat {z}} &=&\mathbf {\hat {z}} \end{matrix}}} |
| Definicija jediničnih vektora | {\displaystyle {\begin{matrix}\mathbf {\hat {r}} &=&{\frac {x\mathbf {\hat {x}} +y\mathbf {\hat {y}} +z\mathbf {\hat {z}} }{r}}\\{\boldsymbol {\hat {\vartheta }}}&=&{\frac {xz\mathbf {\hat {x}} +yz\mathbf {\hat {y}} -\rho ^{2}\mathbf {\hat {z}} }{r\rho }}\\{\boldsymbol {\hat {\varphi }}}&=&{\frac {-y\mathbf {\hat {x}} +x\mathbf {\hat {y}} }{\rho }}\end{matrix}}}                               | {\displaystyle {\begin{matrix}\mathbf {\hat {r}} &=&{\frac {\rho }{r}}{\boldsymbol {\hat {\rho }}}+{\frac {z}{r}}\mathbf {\hat {z}} \\{\boldsymbol {\hat {\vartheta }}}&=&{\frac {z}{r}}{\boldsymbol {\hat {\rho }}}-{\frac {\rho }{r}}\mathbf {\hat {z}} \\{\boldsymbol {\hat {\varphi }}}&=&{\boldsymbol {\hat {\varphi }}}\end{matrix}}} | {\displaystyle {\begin{matrix}{\boldsymbol {\hat {\rho }}}&=&\sin \vartheta \mathbf {\hat {r}} +\cos \vartheta {\boldsymbol {\hat {\vartheta }}}\\{\boldsymbol {\hat {\varphi }}}&=&{\boldsymbol {\hat {\varphi }}}\\\mathbf {\hat {z}} &=&\cos \vartheta \mathbf {\hat {r}} -\sin \vartheta {\boldsymbol {\hat {\vartheta }}}\\\end{matrix}}} | |
| A vektorsko polje {\displaystyle \mathbf {A} } | {\displaystyle A_{x}\mathbf {\hat {x}} +A_{y}\mathbf {\hat {y}} +A_{z}\mathbf {\hat {z}} } | {\displaystyle A_{\rho }{\boldsymbol {\hat {\rho }}}+A_{\varphi }{\boldsymbol {\hat {\varphi }}}+A_{z}{\boldsymbol {\hat {z}}}} | {\displaystyle A_{r}{\boldsymbol {\hat {r}}}+A_{\vartheta }{\boldsymbol {\hat {\vartheta }}}+A_{\varphi }{\boldsymbol {\hat {\varphi }}}} | {\displaystyle A_{\sigma }{\boldsymbol {\hat {\sigma }}}+A_{\tau }{\boldsymbol {\hat {\tau }}}+A_{\varphi }{\boldsymbol {\hat {z}}}} |
| Gradijent {\displaystyle \nabla f} | {\displaystyle {\partial f \over \partial x}\mathbf {\hat {x}} +{\partial f \over \partial y}\mathbf {\hat {y}} +{\partial f \over \partial z}\mathbf {\hat {z}} } | {\displaystyle {\partial f \over \partial \rho }{\boldsymbol {\hat {\rho }}}+{1 \over \rho }{\partial f \over \partial \varphi }{\boldsymbol {\hat {\varphi }}}+{\partial f \over \partial z}{\boldsymbol {\hat {z}}}} | {\displaystyle {\partial f \over \partial r}{\boldsymbol {\hat {r}}}+{1 \over r}{\partial f \over \partial \vartheta }{\boldsymbol {\hat {\vartheta }}}+{1 \over r\sin \vartheta }{\partial f \over \partial \varphi }{\boldsymbol {\hat {\varphi }}}} | {\displaystyle {\frac {1}{\sqrt {\sigma ^{2}+\tau ^{2}}}}{\partial f \over \partial \sigma }{\boldsymbol {\hat {\sigma }}}+{\frac {1}{\sqrt {\sigma ^{2}+\tau ^{2}}}}{\partial f \over \partial \tau }{\boldsymbol {\hat {\tau }}}+{\partial f \over \partial z}{\boldsymbol {\hat {z}}}} |
| Divergencija {\displaystyle \nabla \cdot \mathbf {A} } | {\displaystyle {\partial A_{x} \over \partial x}+{\partial A_{y} \over \partial y}+{\partial A_{z} \over \partial z}} | {\displaystyle {1 \over \rho }{\partial \left(\rho A_{\rho }\right) \over \partial \rho }+{1 \over \rho }{\partial A_{\varphi } \over \partial \varphi }+{\partial A_{z} \over \partial z}} | {\displaystyle {1 \over r^{2}}{\partial \left(r^{2}A_{r}\right) \over \partial r}+{1 \over r\sin \vartheta }{\partial \over \partial \vartheta }\left(A_{\vartheta }\sin \vartheta \right)+{1 \over r\sin \vartheta }{\partial A_{\varphi } \over \partial \varphi }} | {\displaystyle {\frac {1}{\sigma ^{2}+\tau ^{2}}}{\partial A_{\sigma } \over \partial \sigma }+{\frac {1}{\sigma ^{2}+\tau ^{2}}}{\partial A_{\tau } \over \partial \tau }+{\partial A_{z} \over \partial z}} |
| Rotacija {\displaystyle \nabla \times \mathbf {A} } | {\displaystyle {\begin{matrix}\displaystyle \left({\partial A_{z} \over \partial y}-{\partial A_{y} \over \partial z}\right)\mathbf {\hat {x}} &+\\\displaystyle \left({\partial A_{x} \over \partial z}-{\partial A_{z} \over \partial x}\right)\mathbf {\hat {y}} &+\\\displaystyle \left({\partial A_{y} \over \partial x}-{\partial A_{x} \over \partial y}\right)\mathbf {\hat {z}} &\ \end{matrix}}} | {\displaystyle {\begin{matrix}\displaystyle \left({1 \over \rho }{\partial A_{z} \over \partial \varphi }-{\partial A_{\varphi } \over \partial z}\right){\boldsymbol {\hat {\rho }}}&+\\\displaystyle \left({\partial A_{\rho } \over \partial z}-{\partial A_{z} \over \partial \rho }\right){\boldsymbol {\hat {\varphi }}}&+\\\displaystyle {1 \over \rho }\left({\partial \left(\rho A_{\varphi }\right) \over \partial \rho }-{\partial A_{\rho } \over \partial \varphi }\right){\boldsymbol {\hat {z}}}&\ \end{matrix}}} | {\displaystyle {\begin{matrix}\displaystyle {1 \over r\sin \vartheta }\left({\partial \over \partial \vartheta }\left(A_{\varphi }\sin \vartheta \right)-{\partial A_{\vartheta } \over \partial \varphi }\right){\boldsymbol {\hat {r}}}&+\\\displaystyle {1 \over r}\left({1 \over \sin \vartheta }{\partial A_{r} \over \partial \varphi }-{\partial \over \partial r}\left(rA_{\varphi }\right)\right){\boldsymbol {\hat {\vartheta }}}&+\\\displaystyle {1 \over r}\left({\partial \over \partial r}\left(rA_{\vartheta }\right)-{\partial A_{r} \over \partial \vartheta }\right){\boldsymbol {\hat {\varphi }}}&\ \end{matrix}}} | {\displaystyle {\begin{matrix}\displaystyle \left({\frac {1}{\sqrt {\sigma ^{2}+\tau ^{2}}}}{\partial A_{z} \over \partial \tau }-{\partial A_{\tau } \over \partial z}\right){\boldsymbol {\hat {\sigma }}}&-\\\displaystyle \left({\frac {1}{\sqrt {\sigma ^{2}+\tau ^{2}}}}{\partial A_{z} \over \partial \sigma }-{\partial A_{\sigma } \over \partial z}\right){\boldsymbol {\hat {\tau }}}&+\\\displaystyle {\frac {1}{\sqrt {\sigma ^{2}+\tau ^{2}}}}\left({\partial \left(\rho A_{\varphi }\right) \over \partial \rho }-{\partial A_{\rho } \over \partial \varphi }\right){\boldsymbol {\hat {z}}}&\ \end{matrix}}} |
| Laplasijan {\displaystyle \Delta f=\nabla ^{2}f} | {\displaystyle {\partial ^{2}f \over \partial x^{2}}+{\partial ^{2}f \over \partial y^{2}}+{\partial ^{2}f \over \partial z^{2}}} | {\displaystyle {1 \over \rho }{\partial \over \partial \rho }\left(\rho {\partial f \over \partial \rho }\right)+{1 \over \rho ^{2}}{\partial ^{2}f \over \partial \varphi ^{2}}+{\partial ^{2}f \over \partial z^{2}}} | {\displaystyle {1 \over r^{2}}{\partial \over \partial r}\!\left(r^{2}{\partial f \over \partial r}\right)\!+\!{1 \over r^{2}\!\sin \vartheta }{\partial \over \partial \vartheta }\!\left(\sin \vartheta {\partial f \over \partial \vartheta }\right)\!+\!{1 \over r^{2}\!\sin ^{2}\vartheta }{\partial ^{2}f \over \partial \varphi ^{2}}} | {\displaystyle {\frac {1}{\sigma ^{2}+\tau ^{2}}}\left({\frac {\partial ^{2}f}{\partial \sigma ^{2}}}+{\frac {\partial ^{2}f}{\partial \tau ^{2}}}\right)+{\frac {\partial ^{2}f}{\partial z^{2}}}} |
| Vekotrski laplasijan {\displaystyle \Delta \mathbf {A} =\nabla ^{2}\mathbf {A} } | {\displaystyle \Delta A_{x}\mathbf {\hat {x}} +\Delta A_{y}\mathbf {\hat {y}} +\Delta A_{z}\mathbf {\hat {z}} } | {\displaystyle {\begin{matrix}\displaystyle \left(\Delta A_{\rho }-{A_{\rho } \over \rho ^{2}}-{2 \over \rho ^{2}}{\partial A_{\varphi } \over \partial \varphi }\right){\boldsymbol {\hat {\rho }}}&+\\\displaystyle \left(\Delta A_{\varphi }-{A_{\varphi } \over \rho ^{2}}+{2 \over \rho ^{2}}{\partial A_{\rho } \over \partial \varphi }\right){\boldsymbol {\hat {\varphi }}}&+\\\displaystyle \left(\Delta A_{z}\right){\boldsymbol {\hat {z}}}&\ \end{matrix}}}                                                         | {\displaystyle {\begin{matrix}\left(\Delta A_{r}-{2A_{r} \over r^{2}}-{2 \over r^{2}\sin \vartheta }{\partial \left(A_{\vartheta }\sin \vartheta \right) \over \partial \vartheta }-{2 \over r^{2}\sin \vartheta }{\partial A_{\varphi } \over \partial \varphi }\right){\boldsymbol {\hat {r}}}&+\\\left(\Delta A_{\vartheta }-{A_{\vartheta } \over r^{2}\sin ^{2}\vartheta }+{2 \over r^{2}}{\partial A_{r} \over \partial \vartheta }-{2\cos \vartheta \over r^{2}\sin ^{2}\vartheta }{\partial A_{\varphi } \over \partial \varphi }\right){\boldsymbol {\hat {\vartheta }}}&+\\\left(\Delta A_{\varphi }-{A_{\varphi } \over r^{2}\sin ^{2}\vartheta }+{2 \over r^{2}\sin \vartheta }{\partial A_{r} \over \partial \varphi }+{2\cos \vartheta \over r^{2}\sin ^{2}\vartheta }{\partial A_{\vartheta } \over \partial \varphi }\right){\boldsymbol {\hat {\varphi }}}&\end{matrix}}} | |
| Element duljine | {\displaystyle d\mathbf {l} =dx\mathbf {\hat {x}} +dy\mathbf {\hat {y}} +dz\mathbf {\hat {z}} } | {\displaystyle d\mathbf {l} =d\rho {\boldsymbol {\hat {\rho }}}+\rho d\varphi {\boldsymbol {\hat {\varphi }}}+dz{\boldsymbol {\hat {z}}}} | {\displaystyle d\mathbf {l} =dr\mathbf {\hat {r}} +rd\vartheta {\boldsymbol {\hat {\vartheta }}}+r\sin \vartheta d\varphi {\boldsymbol {\hat {\varphi }}}} | {\displaystyle d\mathbf {l} ={\sqrt {\sigma ^{2}+\tau ^{2}}}d\sigma {\boldsymbol {\hat {\sigma }}}+{\sqrt {\sigma ^{2}+\tau ^{2}}}d\tau {\boldsymbol {\hat {\tau }}}+dz{\boldsymbol {\hat {z}}}} |
| Element površine | {\displaystyle {\begin{matrix}d\mathbf {S} =&dy\,dz\,\mathbf {\hat {x}} +\\&dx\,dz\,\mathbf {\hat {y}} +\\&dx\,dy\,\mathbf {\hat {z}} \end{matrix}}} | {\displaystyle {\begin{matrix}d\mathbf {S} =&\rho \,d\varphi \,dz\,{\boldsymbol {\hat {\rho }}}+\\&d\rho \,dz\,{\boldsymbol {\hat {\varphi }}}+\\&\rho \,d\rho d\varphi \,\mathbf {\hat {z}} \end{matrix}}} | {\displaystyle {\begin{matrix}d\mathbf {S} =&r^{2}\sin \vartheta \,d\vartheta \,d\varphi \,\mathbf {\hat {r}} +\\&r\sin \vartheta \,dr\,d\varphi \,{\boldsymbol {\hat {\vartheta }}}+\\&r\,dr\,d\vartheta \,{\boldsymbol {\hat {\varphi }}}\end{matrix}}} | {\displaystyle {\begin{matrix}d\mathbf {S} =&{\sqrt {\sigma ^{2}+\tau ^{2}}},d\tau \,dz\,{\boldsymbol {\hat {\sigma }}}+\\&{\sqrt {\sigma ^{2}+\tau ^{2}}}d\sigma \,dz\,{\boldsymbol {\hat {\tau }}}+\\&\sigma ^{2}+\tau ^{2}d\sigma ,d\tau \,\mathbf {\hat {z}} \end{matrix}}} |
| Element obujma | {\displaystyle dV=dx\,dy\,dz\,} | {\displaystyle dV=\rho \,d\rho \,d\varphi \,dz\,} | {\displaystyle dV=r^{2}\sin \vartheta \,dr\,d\vartheta \,d\varphi \,} | {\displaystyle dV=\left(\sigma ^{2}+\tau ^{2}\right)d\sigma d\tau dz,} |
| Netrivijalne kombinacije vektorskih operacija: 1. {\displaystyle \operatorname {div\ grad\ } f=\nabla \cdot (\nabla f)=\nabla ^{2}f=\Delta f} (laplasijan) 2. {\displaystyle \operatorname {rot\ grad\ } f=\nabla \times (\nabla f)=\mathbf {0} } 3. {\displaystyle \operatorname {div\ rot\ } \mathbf {A} =\nabla \cdot (\nabla \times \mathbf {A} )=0} 4. {\displaystyle \operatorname {rot\ rot\ } \mathbf {A} =\nabla \times (\nabla \times \mathbf {A} )=\nabla (\nabla \cdot \mathbf {A} )-\nabla ^{2}\mathbf {A} } 5. {\displaystyle \Delta fg=f\Delta g+2\nabla f\cdot \nabla g+g\Delta f} | | | | |

## Vezani pojmovi
- Koordinatni sustav
- Sferni koodrinatni sustav
- Cilindrični koordinatni sustav
- Vektorsko polje
- Divergencija
- Gradijent
- Rotacija
- Laplasijan